# Obinna Nwaneri
Obinna Nwaneri est un footballeur professionnel nigérian né le 18 mars 1982. Il mesure 183 cm, pèse 80 kg et joue au poste de défenseur.
Il a participé à la Coupe d'Afrique des nations 2008 avec l'équipe du Nigeria.

## Clubs successifs
- jan.2000-jan.2003 :  Julius Berger
- jan.2003-2005 :  Enyimba FC
- 2005-jan.2007 :  Espérance de Tunis
- 2007-2010 :  FC Sion
- 2010-2011 :  Kazma Sporting Club
- 2011-2014 :  Kelantan FA
- 2014-2016 :  Johor FC
- 2016-201. :  Perlis FA

## Palmarès
- Vainqueur du Championnat de Tunisie 2006 Espérance de Tunis,  Tunisie
- Vainqueur de la Coupe de Tunisie 2006 Espérance de Tunis,  Tunisie
- Vainqueur de la Coupe de Suisse 2009 FC Sion,  Suisse
- Vainqueur du Championnat de Malaisie 2012 Kelantan FA,  Malaisie
- Vainqueur de la Coupe de la Fédération de Malaisie 2012 Kelantan FA  Malaisie